# Nacka kyrka
Nacka kyrka är församlingskyrka för Nacka församling i Stockholms stift uppförd 1891 i nygotisk stil. Kyrkan omges av Nacka norra kyrkogård. Bebyggelsen kompletterades 1908-09 när ett nytt gravkapell uppfördes och 1983-84 när ett nytt församlingshus byggdes vid kyrkan. Kyrkan är belägen på Gamla Värmdövägen 14, i Finntorp i centrala Nacka.

## Kyrkobyggnaden
Kyrkan uppfördes 1891 efter ritningar av Gustaf Wickman, den är byggd i nygotisk stil. Grunden är lagd av granitblock, och byggnaden har röda tegelväggar med spetsbågiga fönster. Långhuset har öppna takstolar. Uppdragsgivare var Jacob Gustaf Setterwall som hade förvärvat marken i Finntorp 1871.
Predikstolen i kyrkan är från 1600-talet och användes i det 1697 uppförda Nacka gamla kapell på andra sidan Järlasjön. Predikstolen,som har fyra skulpterade evangelistfigurer samt en Kristusfigur, kan vara tillverkad på 1650-talet av Johan Wendelstam. Dessutom finns ett votivskepp som sjömannen Anders Bruun skänkte till Nacka gamla kapell 1697. Det är ett femtio kanoners skepp av holländsk modell. 
Kyrkans interiör präglas av nygotik vilket tar sig uttryck bl.a. i de spetsbågiga fönstren dekorationsmålningarna i koret och på väggarna. Dessa målningar är utförda av Agi Lindegren. Väggmålningarns är inspirerade av medeltida förebilder.
Ett nytt församlingshem uppfördes i direkt anslutning till kyrkan 1983-84 efter ritningar av Carl Nyrén.
Under 2012 renoverades kyrkan invändigt. Bänkarna byttes ut, en ny dopfunt tillkom och en ny kororgel byggd av Grönlunds Orgelbyggeri installerades. Kyrkan invigdes den 2 september 2012 med en festhögmässa.

### Orgel
- I den tidigare kyrkobyggnaden Nacka kapell fanns ett harmonium.
- 1892 byggde Åkerman & Lund, Stockholm en orgel med 6 stämmor.
- 1920 byggde Alfred Fehrling, Stockholm en orgel med 17 stämmor.
- Den nuvarande orgeln byggdes 1968 av Olof Hammarberg, Göteborg och är en mekanisk orgel. Fasaden är från 1892 års orgel.

| Huvudverk I    | Svällverk II      | Pedal           | Koppel |
| Principal 8´   | Rörflöjt 8´       | Subbas 16´      | I/P    |
| Gedakt 8'      | Fugara 8'         | Oktava 8´       | II/P   |
| Oktava 4'      | Principal 4'      | Gedakt 8'       | II/I   |
| Gedaktflöjt 4' | Koppelflöjt 4'    | Oktava 4'       |        |
| Quinta 2 2/3'  | Waldflöjt 2'      | Nachthorn 2'    |        |
| Oktava 2'      | Nasat 1 1/3'      | Rauschquint III |        |
| Mixtur V       | Sesquialtera II   | Fagott 16'      |        |
| Trumpet 8'     | Scharf IV         |                 |        |
|                | Dulcian 16'       |                 |        |
|                | Zinka 8'          |                 |        |
|                | Tremulant         |                 |        |
|                | Crescendosvällare |                 |        |

#### Kororgel
- En kororgeln byggdes 1974 av Walter Thür Orgelbyggen AB, Torshälla och är en mekanisk orgel.

| Manual       | Pedal      | Koppel  |
| Gedackt 8'   | Subbas 16' | Man/Ped |
| Rörflöjt 4'  |            |         |
| Principal 2' |            |         |
| Nasat 1 1/3' |            |         |

- Den nuvarande kororgeln byggdes 2012 av Grönlunds Orgelbyggeri.

| Man I. Huvudverk | Man II. Svällverk | Pedal      | Koppel        |
| ---------------- | ----------------- | ---------- | ------------- |
| Bourdon 16'      | Rörflöjt 8'       | Subbas 16' | II/I          |
| Principal 8'     | Fugara 8'         | Bourdon 8' | II/P          |
| Bourdon 8'       | Unda maris 8'     |            | I/P           |
| Gamba 8'         | Flöjt 4'          |            | II 4'/P       |
| Oktava 4'        | Nasard 2 2/3'     |            |               |
| Mixtur III       | Flöjt 2'          |            | Cymbelstjärna |
|                  | Ters 1 3/5'       |            |               |
|                  | Oboe 8'           |            |               |
|                  | Tremulant         |            |               |

## Kyrkogården
Invid kyrkan ligger dess kyrkogård, Nacka norra kyrkogård, den färdigställdes i samband med att kyrkan invigdes 1891. 1908-1909 byggdes ett gravkapell, som på 1940-talet byggdes om till krematorium. 1936 tillkom en skyddsmur mot Värmdövägen. Muren tillkom i samband med att vägen breddades och församlingen fick då släppa ifrån sig mark. Öster om kyrkan finns en meditationsplats med orörd natur där en gaslåga ständigt brinner. Sedan 1983 finns även en minneslund på området.
På kyrkogården finns gravar över flera (på sin tid) kända personer, bl.a. industrimannen Oscar F. Carlsson, uppfinnaren och industrimannen Johan Viktor Svensson, skådespelaren Arne Källerud, musikern Calle Jularbo samt konstnärsparet Georg och Hanna Pauli.

### Exteriörbilder

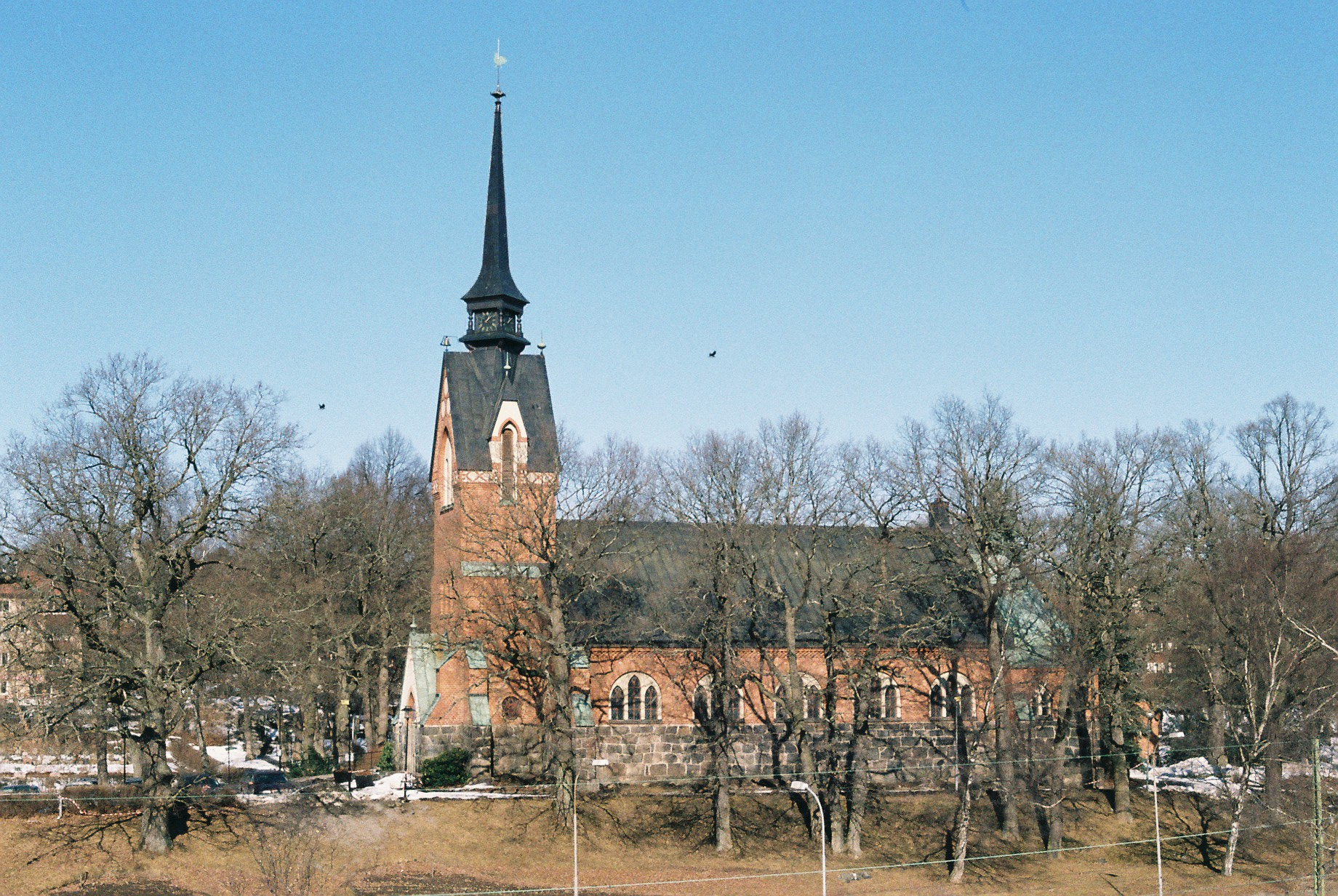
Kyrkan sett från söder.
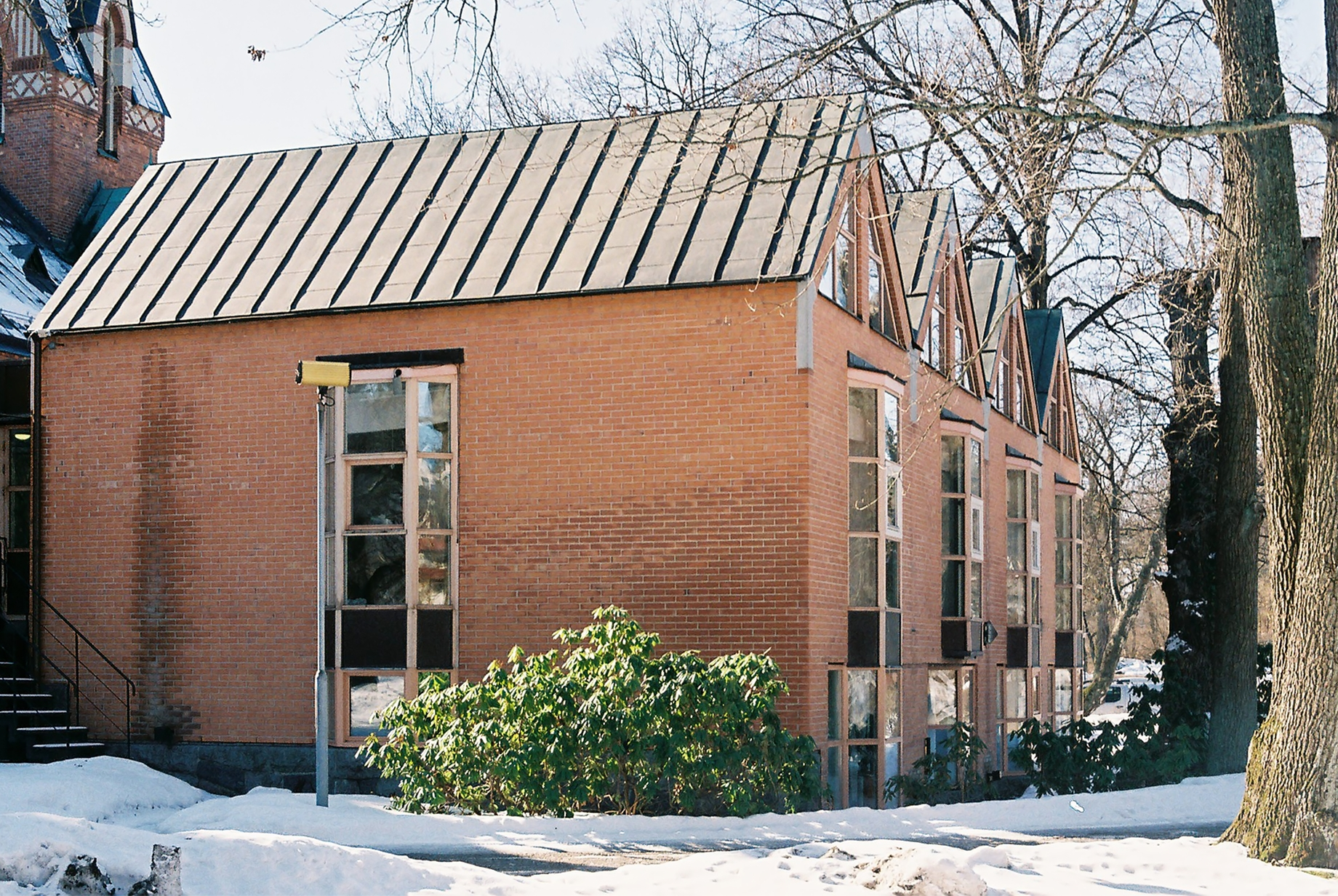
Det nya församlingshemmet.
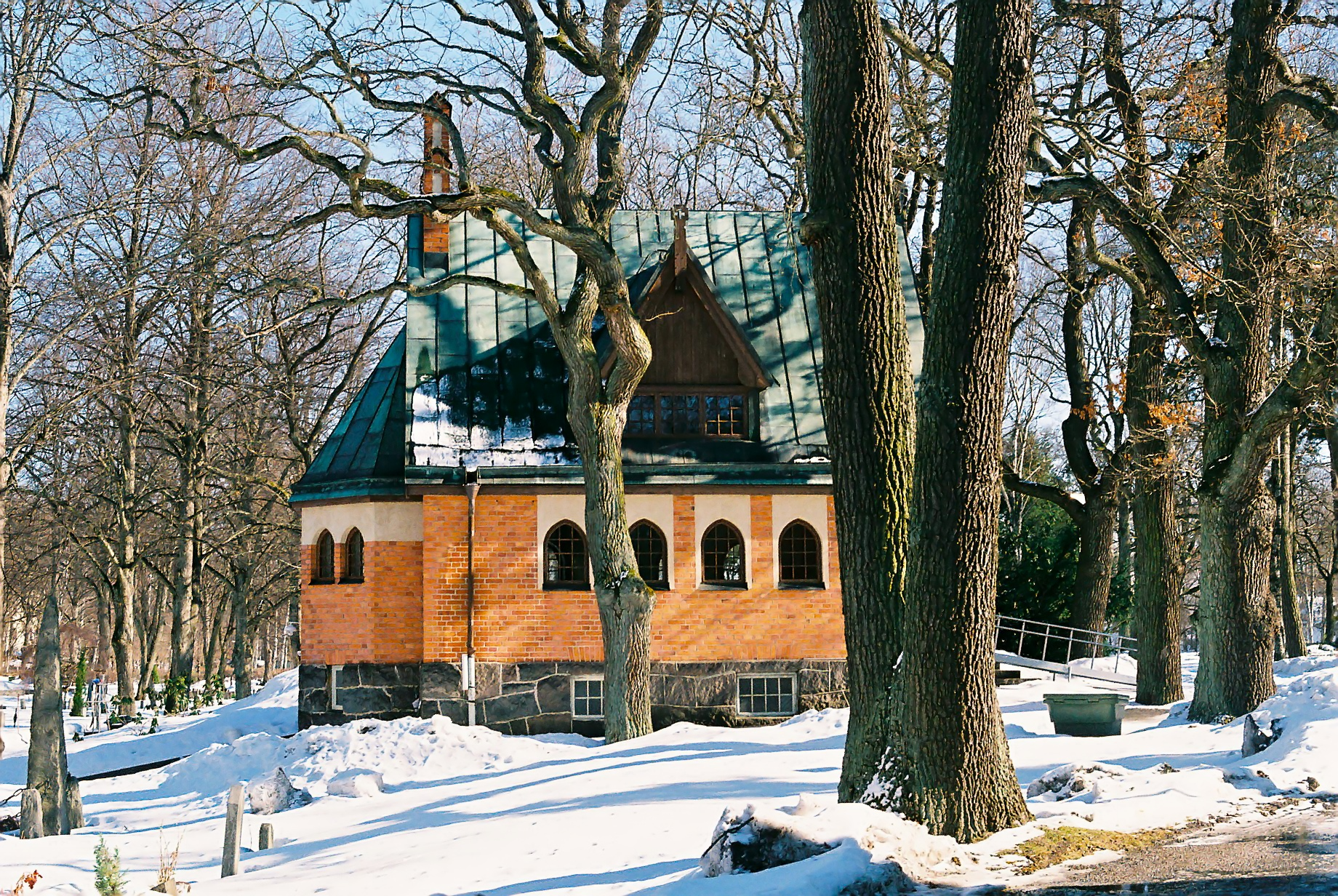
Gravkapellet.
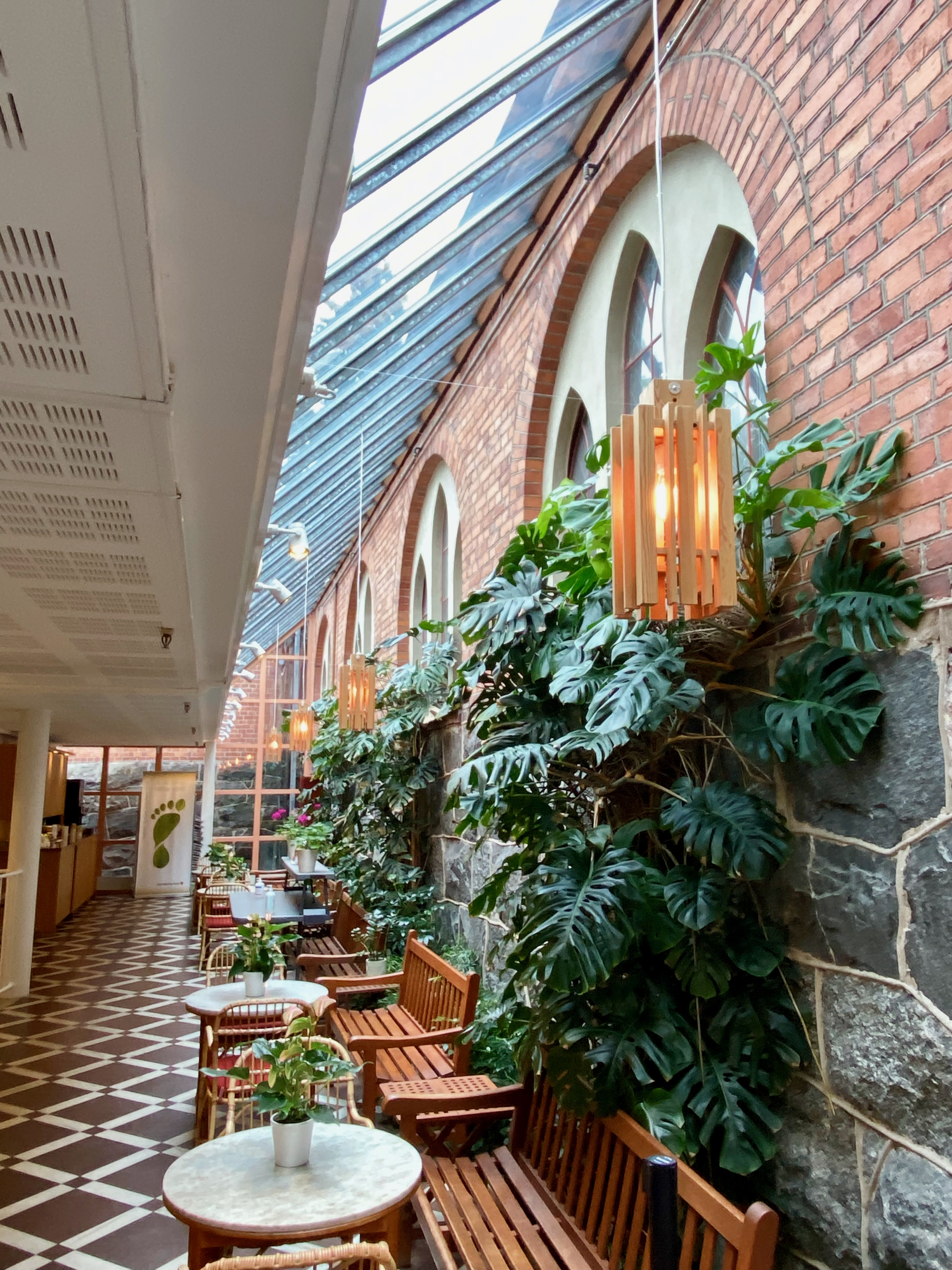
Församlingshemmet (del av) i Nacka kyrka

### Interiörbilder

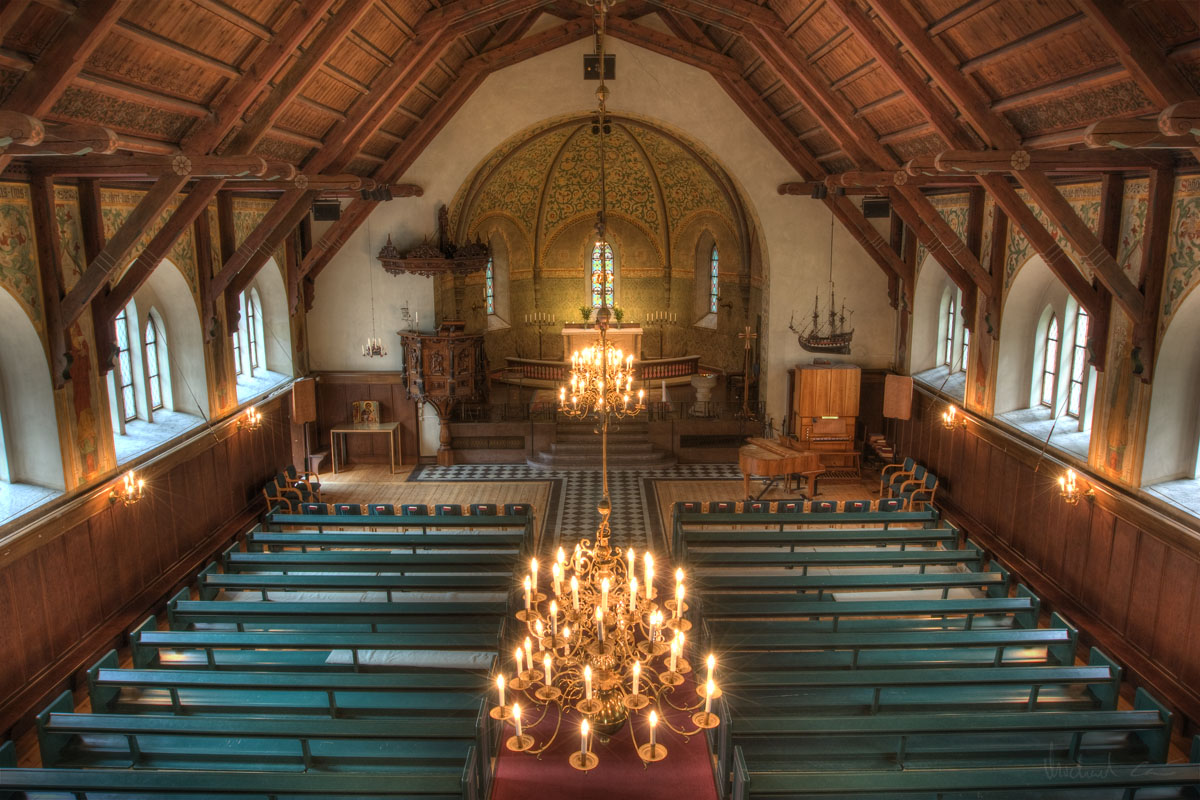
Kyrkorummet.
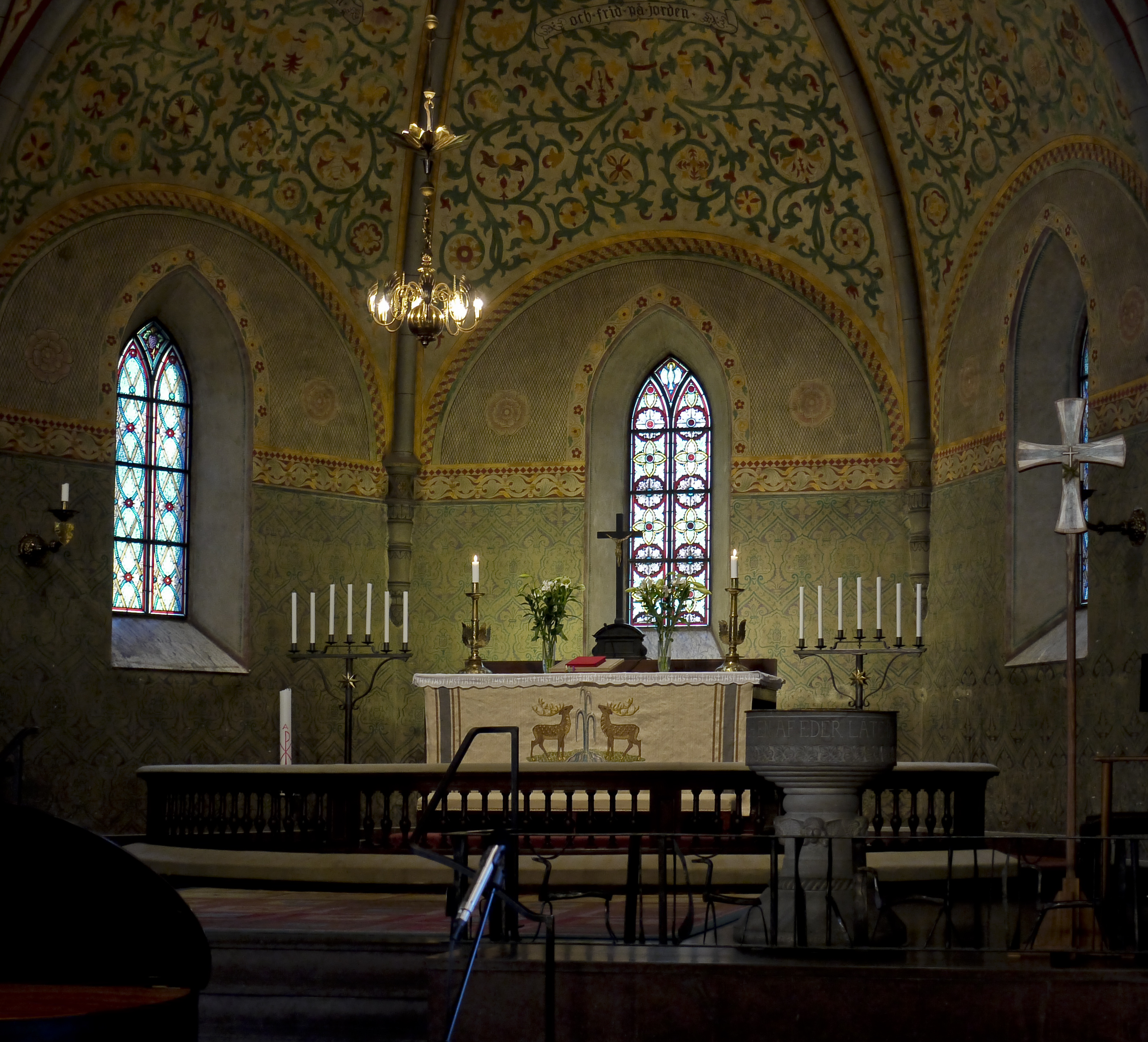
Altaret.
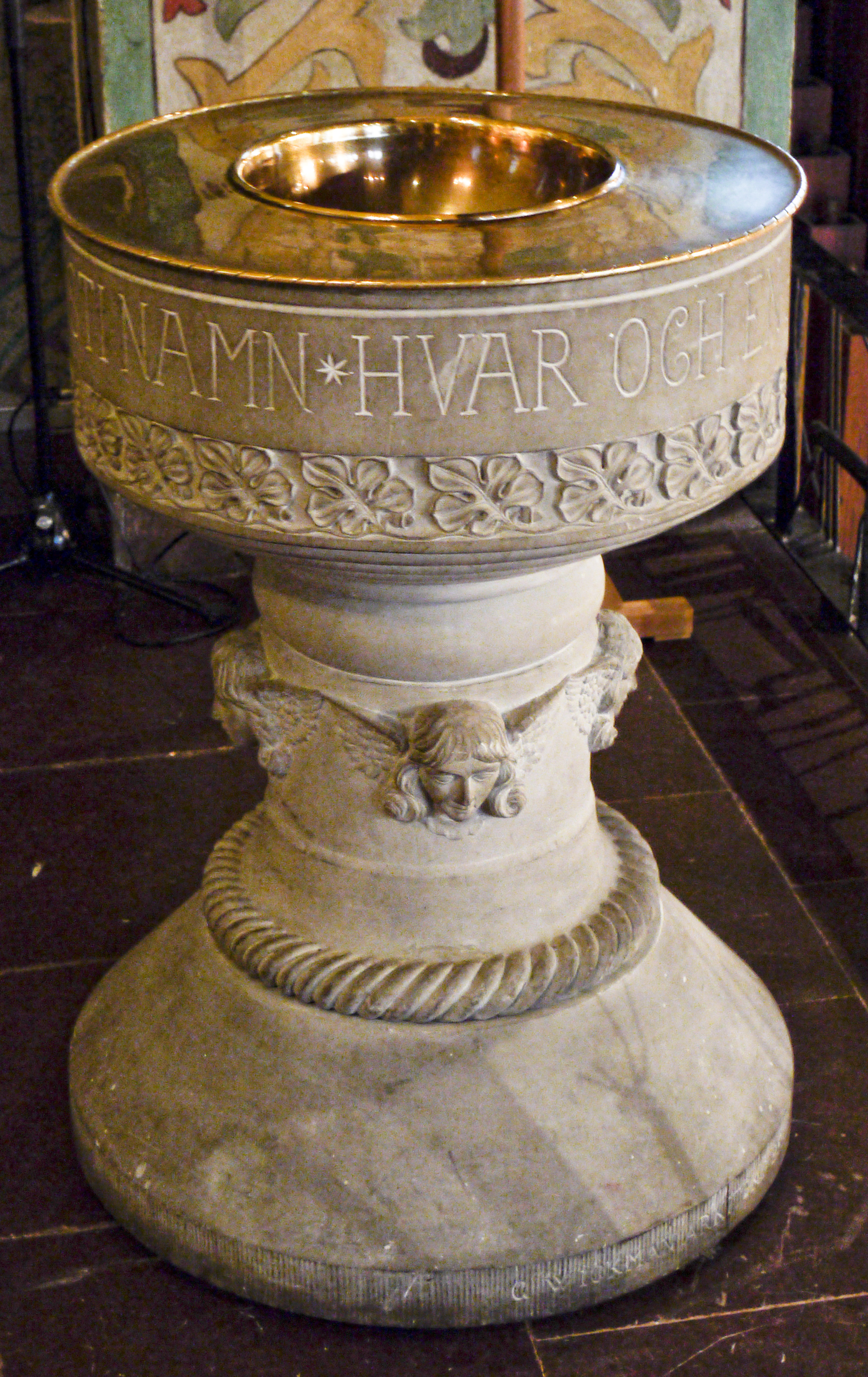
Dopfunten.
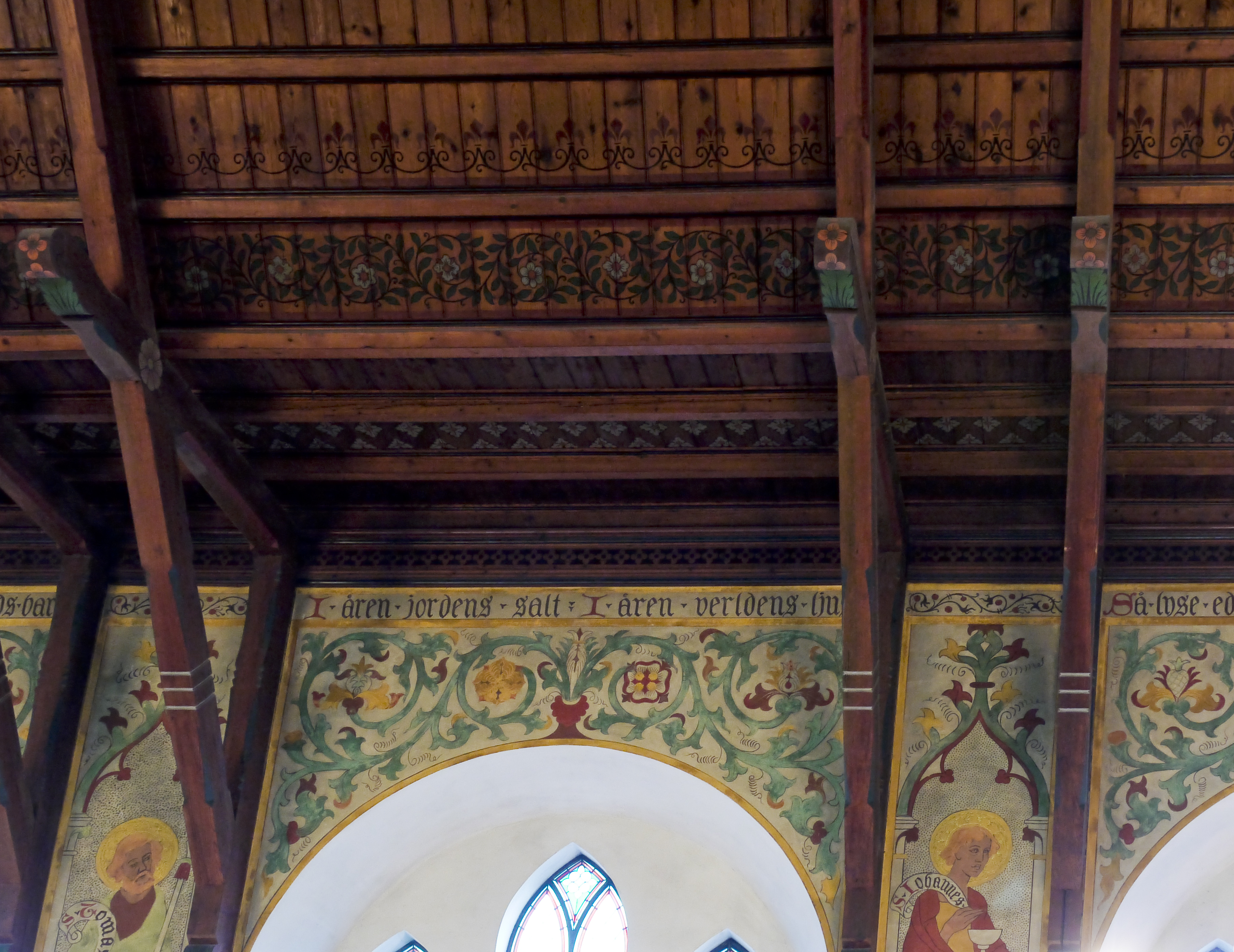
Taket.
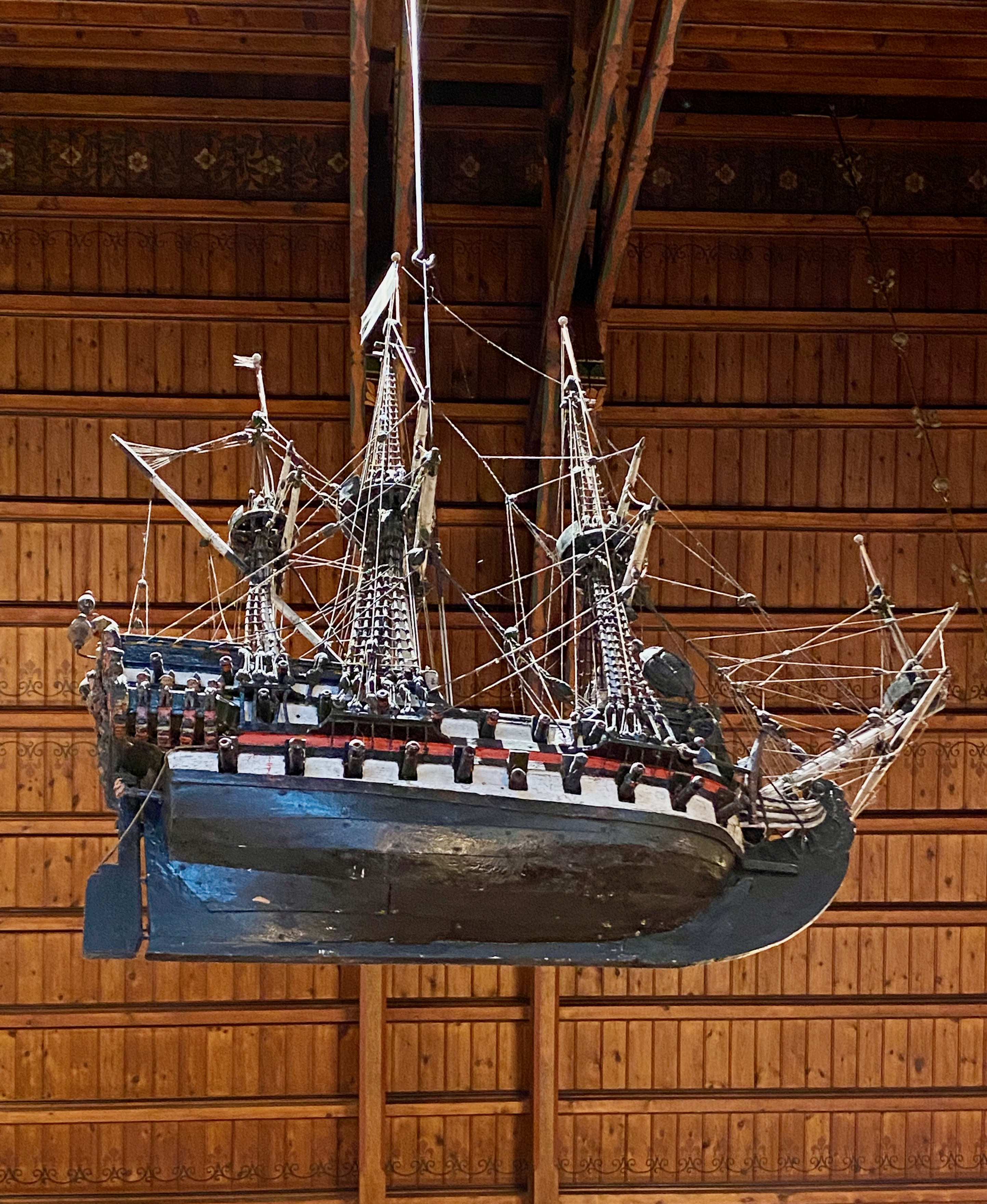
Votivskepp skänkt 1697 till Nacka gamla kapell
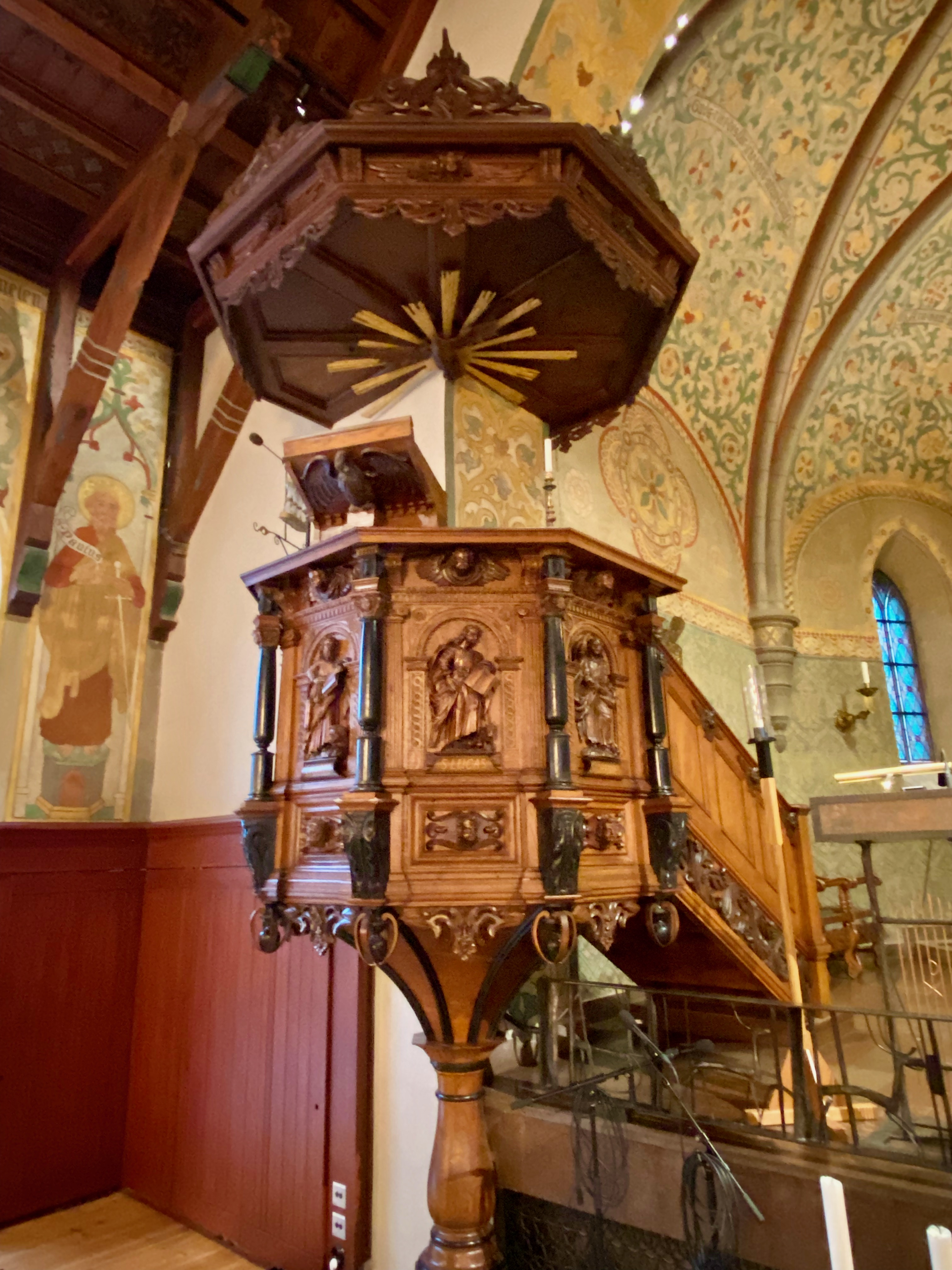
Predikstol från 1600-talet i Nacka kyrka
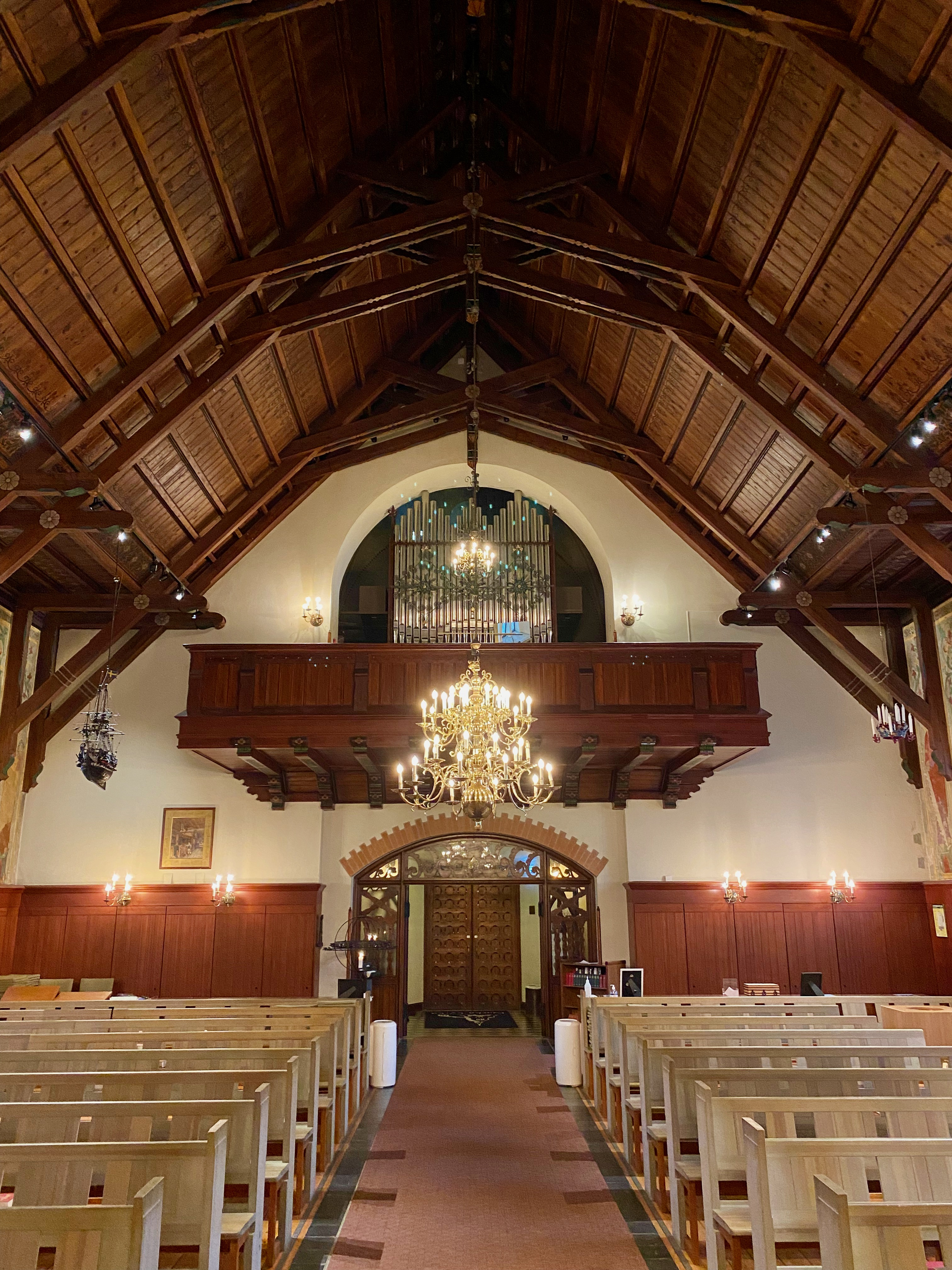
Kyrkorummet med orgelfasaden, Nacka kyrka
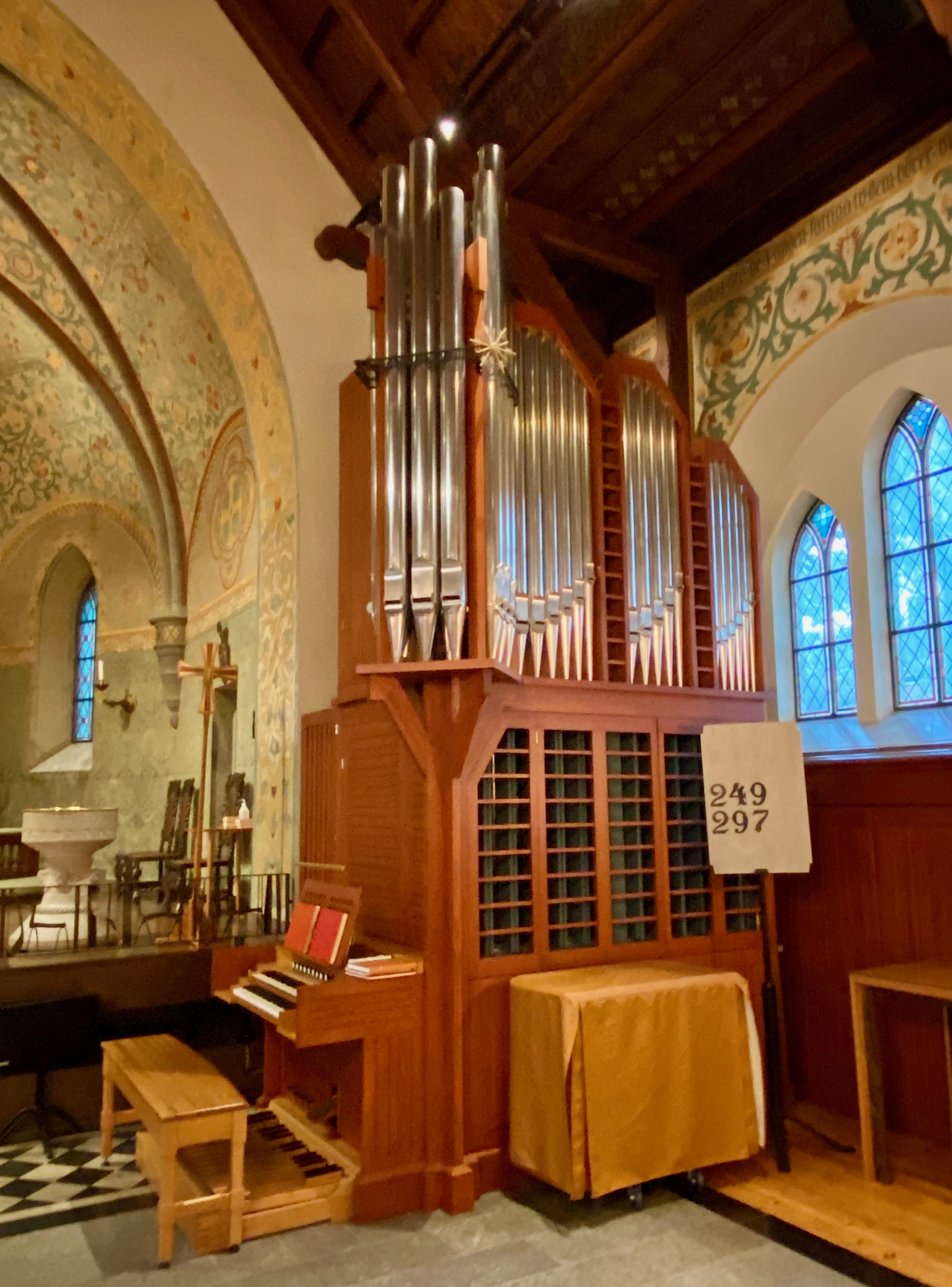
Kororgeln från 2012, Nacka kyrka